# Radiarctia
Radiarctia is een geslacht van vlinders van de familie spinneruilen (Erebidae), uit de onderfamilie Arctiinae.

## Soorten
- R. jacksoni (Rothschild, 1910)
- R. lutescens (Walker, 1855)
- R. melanochoria (Hering, 1932)
- R. screabile (Wallengren, 1875)